# Hesat
Hesat ist eine altägyptische Kuhgöttin. Bereits im Alten Reich ist für sie im Rahmen des Priestertitels Hem-netjer (Gottesdiener) ein eigenständiger Kult belegt, da sie als Muttergottheit den König (Pharao) gebar und ihn anschließend nährte. Hesat war zudem die Versorgerin der Verstorbenen beziehungsweise des verstorbenen Königs. 
Hesat galt ab dem Neuen Reich als Erscheinungsform der Göttin Hathor; in der griechisch-römischen Zeit verkörperte sie zudem ergänzend die Göttin Isis. Sie wurde als Frau von Re und Mutter von Anubis gesehen.